# Callogobius crassus
Callogobius crassus is een straalvinnige vissensoort uit de familie van grondels (Gobiidae). De wetenschappelijke naam van de soort is voor het eerst geldig gepubliceerd in 1984 door McKinney & Lachner.